# Hemaris alaiana

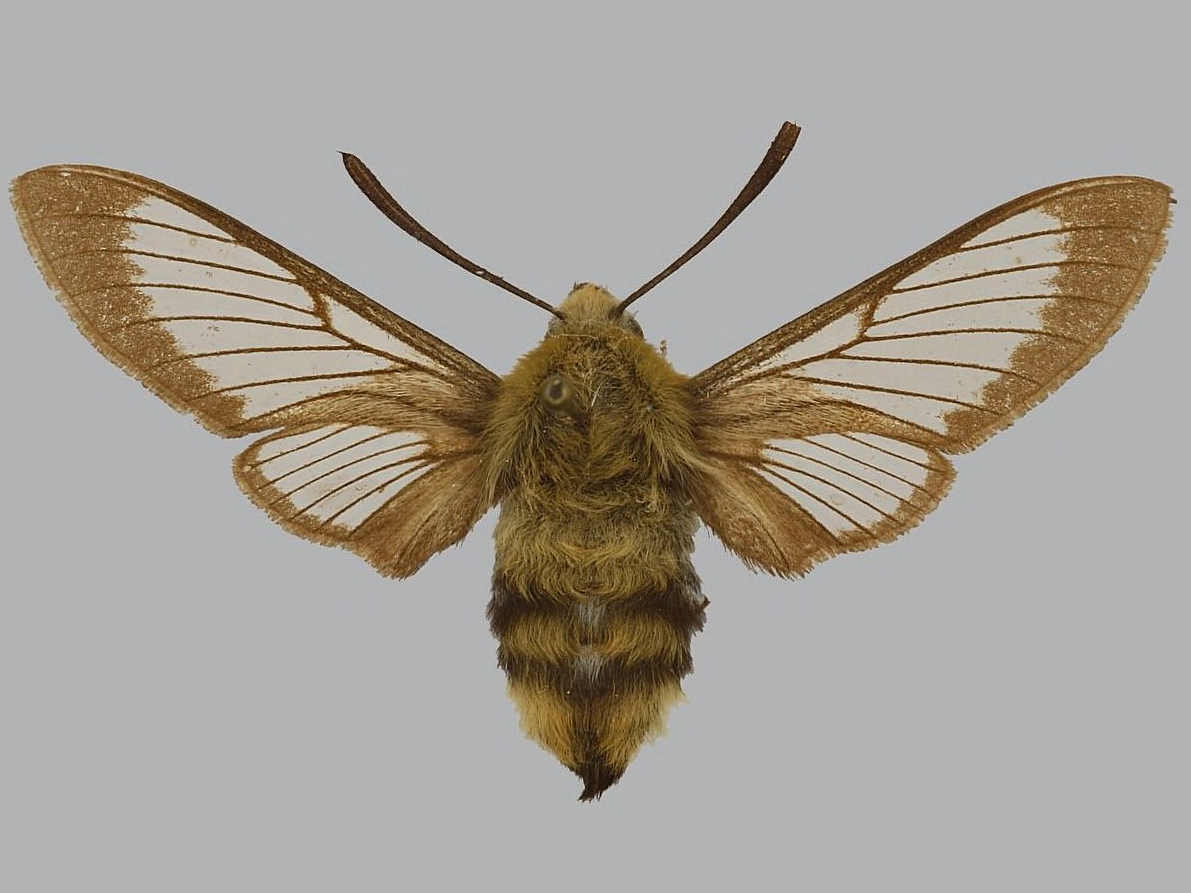
Hemaris alaiana, Weibchen

Hemaris alaiana ist ein Schmetterling (Nachtfalter) aus der Familie der Schwärmer (Sphingidae).

## Merkmale
Die Falter haben eine Flügelspannweite von 35 bis 45 Millimetern. Der schwarze Ring am Hinterleib der Tiere ist stark durch eine gelbliche Behaarung überdeckt. Das Hinterleibsbüschel ist spärlich mit gelblichen Haaren durchsetzt. Der Thorax und die vorderen Segmente des Hinterleibs sind weniger kräftig gelb gefärbt als bei Hemaris tityus. Die Marginalbinde auf den Vorderflügeln ist deutlich breiter als bei Hemaris tityus. Sie ist zwischen R3 und M1 gleich breit wie die zwischen diesen Adern liegende Zelle am Ende breit ist. Queradern tragen einen erkennbaren Streifen, der nahezu gleich auffällig ist, wie der bei Hemaris affinis. Die Basis der Hinterflügel ist auf beiden Seiten weniger intensiv gelb gefärbt als bei Hemaris tityus, entlang dem Außenrand ist der gelbe Bereich aber deutlich breiter.

## Vorkommen und Lebensweise
Die Falter sind tagaktiv. Sie sind im Alayskiy Khrebat, Tian Shan, Dzhungarskiy Alatau, Saurgebirge und Altai von Tadschikistan und dem Osten Kasachstans bis in den Westen der Mongolei endemisch. Möglicherweise gibt es eine disjunkte Population im Norden Jordaniens. Die Art besiedelt Bergwiesen und Waldlichtungen mit reichlichem Blütenbewuchs. Dort fliegt sie gemeinsam mit Hemaris fuciformis. Man findet sie in einer Höhe von 1400 bis 2200 Metern Seehöhe von Anfang Juni bis Mitte Juli. Die Präimaginalstadien sind gänzlich unbekannt. Man vermutet jedoch, dass die Raupen wie auch bei Hemaris radians an Heckenkirschen (Lonicera) oder Färberröten (Rubia) fressen. Parasitoide, die die Art befallen, sind ebenso nicht bekannt.

## Taxonomie und Systematik
Die Art wurde von Rothschild & Jordan 1903 zunächst als Unterart Haemorrhagia tityus alaiana erstbeschrieben. Derzhavets (1984) betrachtete die Art lediglich als Form von Hemaris tityus oder bestenfalls als Unterart. Dennoch betrachteten sie Eitschberger & Churkin (2002) als eigenständige Art, was aus heutiger Sicht richtig ist. Der Vergleich der Geschlechtsmerkmale beider Geschlechter legt nahe, dass die Art mit Hemaris radians nächstverwandt ist und sich aus einer isolierten Population dieser Art entwickelt hat.
2005 beschrieben Eitschberger et al. Hemaris molli anhand eines einzelnen Weibchens das aus der Nähe von Irbid, aus dem Norden Jordaniens stammte. Es sieht auf den ersten Blick Hemaris fuciformis ähnlich, dem Bild in der Erstbeschreibung fehlt jedoch die Linie aus Schuppen, die die Zelle der Vorderflügel teilt. Interessanterweise wurde in der Erstbeschreibung erwähnt, dass die Genitalmorphologie der von Hemaris radians ähnelt. Weitere Untersuchungen, einschließlich DNA-Barcoding ergaben, dass es sich bei Hemaris molli um Hemaris alaiana handelt und daher entsprechend zu synonymisieren ist. Beachtlich daran ist jedoch, dass es sich damit beim Belegexemplar entweder um ein falsch beschriftetes Tier aus Zentralasien handeln muss, oder in der Levante eine isolierte Population existiert.

## Belege